# Lick It Up
Lick It Up е единадесети студиен албум на американската рок група Kiss. Издаден е на 18 септември 1983 г. от Casablanca Records.

## Обща информация
„Lick It Up“ е създаден върху по-твърдия звук, който групата показва в „Creatures of the Night“ (1982). Но докато той е комерсиално разочарование за Kiss, „Lick It Up“ се продава много по-добре. Той е сертифициран като златен на 22 декември 1983 г., първият албум на Kiss, след „Unmasked“ (1980). Това се дължи отчасти на повишената публичност, която групата получава след свалянето на маските си.
Веднага след като приключват турнето „Creatures of the Night Tour/10th Anniversary Tour“ през юни, групата незабавно се връща в студиото, за да започне работа по следващия си албум, записан през следващите два месеца. „Lick It Up“ и „All Hell's Breakin' Loose“ са пуснати като сингли от албума. Те са придружени от тематични видеоклипове, с участието на групата (заедно с много разголени жени), в запустели, пост-апокалиптични декори.
За първи път Вини Винсънт се появява на обложката, докато Ейс Фрели е на обложката на „Creatures of the Night“, въпреки че вече е напуснал групата и не е участвал в записа на албума. Винсънт тогава не е официален член на групата. Поради частичните спорове за ролята му в групата и за заплащането му, Винсънт никога не подписва договор с Kiss. Тези спорове, заедно с отношението му, че той е единствен отговорен за възхода на Kiss, ще го накара да напусне групата (или да бъде уволнен, в зависимост от източника), след европейското турне за „Lick It Up“.
Групата обаче, не може да си осигури заместващ китарист за толкова кратко време, и Винсънт е привлечен да се върне за американската част от турнето. Въпреки това, отказът му да подпише договор продължава да е голяма пречка. Между него и останалата част на групата се разраства сериозен разрез с неговите китарни сола. Предполага се, че 5-8-минутни сола, които трябва да завършат, за да може Пол Стенли да представи следващата песен, изведнъж се разширяват в някои случаи, оставяйки останалата част от групата нетърпеливо да чака на сцената, докато завърши Винсънт.
На шоуто на Лос Анджелис през януари 1984 г. Винсънт продължава да свири, въпреки че Стенли го подканя да завърши солото си. Двамата почти стигат до бой в съблекалнята, а Винсънт обвинява другите трима, че са му развалили солото и са се опитвали да го задържат като изпълнител. Те са разделени от Ерик Кар и Джийн Симънс и няколко служители, които се опитват да запазят мира. На шоуто през март в Квебек, Канада, когато групата се готви да закрие своето шоу, Винсънт се впуска в импровизирано соло, оставяйки останалите членове на групата на сцената, които няма какво да правят повече. Винсънт напуска (или е уволнен за втори път, в зависимост от източника) малко след това. Този път напускането му е за постоянно.

## Състав
- Пол Стенли – вокали, ритъм китара
- Вини Винсънт – соло китара, беквокали в „Lick it up“ и „And on the 8th Day“
- Джийн Симънс – вокали, бас
- Ерик Кар – барабани, беквокали

### Допълнителен персонал
- Рик Деринджър – соло китара в „Exciter“

## Песни
| 1.    | Exciter                   | 4:10 |
| 2.    | Not for the Innocent      | 4:22 |
| 3.    | Lick It Up                | 3:56 |
| 4.    | Young and Wasted          | 4:05 |
| 5.    | Gimme More                | 3:43 |
| 6.    | All Hell's Breakin' Loose | 4:34 |
| 7.    | A Million to One          | 4:17 |
| 8.    | Fits Like a Glove         | 4:04 |
| 9.    | Dance All Over Your Face  | 4:16 |
| 10.   | And on the 8th Day        | 4:02 |
| 41:27 |                           |      |

## Позиции в класациите
Албум
| Класация (1983)  | Най-добра позиция |
| ---------------- | ----------------- |
| Австралия        | 36                |
| Австрия          | 13                |
| Канада           | 46                |
| Нидерландия      | 14                |
| Финландия        | 7                 |
| Франция          | 17                |
| Германия         | 18                |
| Исландия         | 5                 |
| Япония           | 15                |
| Норвегия         | 7                 |
| Испания          | 24                |
| Швеция           | 3                 |
| Швейцария        | 10                |
| Великобритания   | 7                 |
| Billboard Albums | 24                |

Сингли
| Сингъл       | Класация (1983)            | Позиция |
| ------------ | -------------------------- | ------- |
| „Lick It Up“ | Billboard Hot 100          | 66      |
| „Lick It Up“ | Канада Pop Singles         | 32      |
| „Lick It Up“ | Франция Pop Singles        | 58      |
| „Lick It Up“ | Швейцария Pop Singles      | 24      |
| „Lick It Up“ | Великобритания Pop Singles | 31      |